# Asparagus volubilis
Asparagus volubilis — вид рослин із родини холодкових (Asparagaceae).

## Біоморфологічна характеристика
Це багаторічна витка рослина 100–150 см. Стебла дуже тонкі, зелені, голі, багаторебристі, лазячі; колючок немає; гілки тонкі, квадратні; філокладії поодинокі, яйцювато-ланцетні, твердої текстури, яскраво-зелені, гострі, 12–25 мм завдовжки, з чітко вираженою середньою жилкою та потовщеним краєм; оцвітина дзвонова, зеленувата, 4–5 мм завдовжки, сегменти лінійно-довгасті.

## Середовище проживання
Ареал: ПАР (Капські провінції).